# Theodoric II av Lothringen
Theodoric II av Lothringen, född 1040-talet, död 1115, var regerande hertig av Lothringen från 1070 till 1115.